# Sophronica rubroscapa
Sophronica rubroscapa là một loài bọ cánh cứng trong họ Cerambycidae.